# Битка при Подхайци (1698)
Битката при Подхайци се провежда на 8 и 9 септември 1698 г. близо до Подхайци в Малорусия (Руското войводство).
6-хилядната армия на Хетман Феликс Казимир Потоцки отблъсква 14-хилядната кримско-татарска армия под ръководството на Каплан Гирей. Липсата на съществен брой лека кавалерия на полска страна попречва на преследването на татарите.
Това е последната полско-литовско—татарска битка изобщо и последната полска битка в Голямата турска война: само няколко месеца по-късно се подписва Договора от Карловац.